# 科拉半岛
67°41′18″N 35°56′38″E / 67.68833°N 35.94389°E

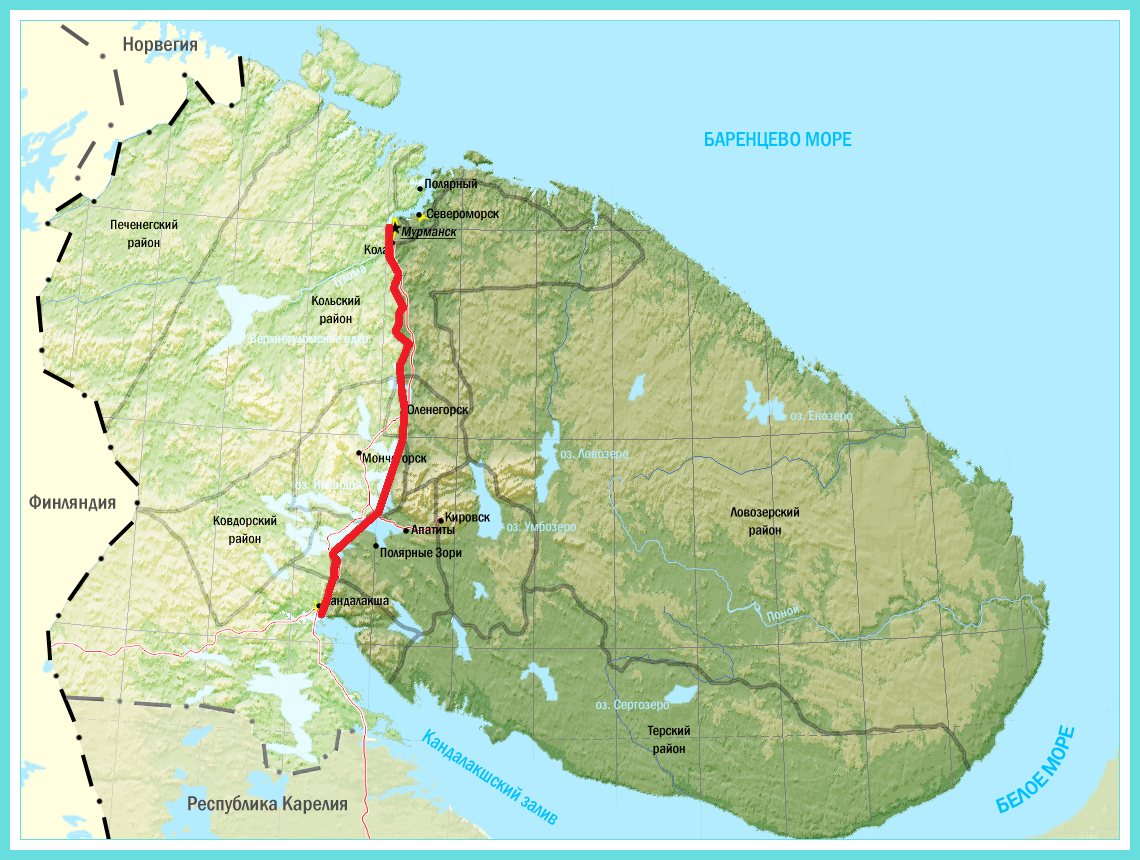
科拉半岛

科拉半島（意为“多魚之地”）位於俄羅斯欧洲部分西北端，属于俄罗斯摩爾曼斯克州。北临巴倫支海，東、南面是白海。近邻芬兰，岛上有俄国少數的不冻港摩爾曼斯克。半島西面從科拉灣沿着子午線通過伊曼德拉湖、科拉湖及尼瓦河至坎達拉克沙灣。
半島面積約10万平方公里。北面海岸高而陡峭，而南面則低而平缓。半島西面有兩山脈：希比內山脈及洛沃澤羅凍原（洛沃泽罗，高達1120米）。半島中部是凯维流域。

## 地質
由於上一次冰河時期將泥土上層的沉積層帶走，科拉半島表面有極豐富的礦石及礦物質，諸如磷灰石、鋁資源、鐵礦石、雲母、陶瓷原料、鈦礦、金雲母和蛭石，以及其他較少有的有色金屬。俄羅斯諾里爾斯克鎳公司（MMC Norilsk Nickel）便有在半島上經營開採。世上最大的地上鑿孔－科拉超深鑽－亦是在半島靠近挪威邊境的位置。
雖然地處極北，科拉半島因大西洋暖流的影響，氣候相對較溫和。一月平均溫度約-10°C及七月平均約10°C。半島南部屬於泰加林而北部則屬於凍土層。

## 地形
半島上有很多有激流的河流，其中最主要的有波諾伊河、瓦爾祖加河、捷里別爾卡河、沃羅尼亞河及約坎加河。主要的湖泊有伊曼德拉湖、溫博澤羅湖及洛沃澤羅湖。半島上的河流是大西洋鮭魚的重要棲息地，牠們會從格陵蘭及法羅群島回來產卵。釣魚消遣因此應運而生，有一些小屋及營地集居着在夏季到來的釣魚人士。科拉的河流會在冬天被冰封。

## 居民
當地居民主要有俄羅斯波莫爾人和薩米人；在苏联时期，薩米人被限制定居在洛沃澤羅的市鎮，現今他們在該地區各處牧養馴鹿。
在科拉鎮衰落之後，摩爾曼斯克成為半島上的主要海港。在蘇維埃時期，摩爾曼斯克是一個重要的潛艇生產中心，現在仍是俄羅斯北方艦隊總部。

## 生態
整體來說，科拉半島遭受嚴重的生態傷害，主要是軍事（尤其是海事）生產以及工業開採磷灰石所造成的污染。大約有250座蘇維埃軍方生產的核反應爐遺留在半島上，雖然已不再使用，但這些核反應爐仍然產生輻射及漏出放射性廢料。